# Miriam Blasco
Miriam Blasco Soto (Valladolid, 12 december 1963) is een Spaans judoka.
Blasco versloeg in de finale van het wereldkampioenschap van 1991 de Belgische Nicole Flagothier. Een jaar later tijdens de Olympische Zomerspelen 1992 in eigen land versloeg Blasco de Britse Nicola Fairbrother in de finale. Judo voor vrouwen debuteerde op deze spelen.
Blasco trouwde in 2016 na een relatie van 20 jaar met haar tegenstander van de olympische finale van 1992 de Britse Nicola Fairbrother.

## Resultaten
- Europese kampioenschappen judo 1988 in Pamplona  in het lichtgewicht
- Europese kampioenschappen judo 1989 in Helsinki  in het lichtgewicht
- Wereldkampioenschappen judo 1989 in Belgrado  in het lichtgewicht
- Europese kampioenschappen judo 1990 in Frankfurt am Main 5e in het lichtgewicht
- Europese kampioenschappen judo 1991 in Praag  in het lichtgewicht
- Wereldkampioenschappen judo 1991 in Barcelona  in het lichtgewicht
- Europese kampioenschappen judo 1992 in Parijs  in het lichtgewicht
- Olympische Zomerspelen 1992 in Barcelona  in het lichtgewicht
- Europese kampioenschappen judo 1993 in Athene 5e in het halfmiddengewicht
- Europese kampioenschappen judo 1994 in Gdansk  in het halfmiddengewicht

1992: Miriam Blasco ·
1996: Driulis González ·
2000: Isabel Fernández ·
2004: Yvonne Bönisch ·
2008: Giulia Quintavalle · 
2012: Kaori Matsumoto · 
2016: Rafaela Silva · 
2020: Nora Gjakova · 
2024: Christa Deguchi